# WIND (芸能プロダクション)
株式会社WIND（ウインド）は日本の芸能事務所。
音楽製作や映画の企画、歌手・俳優・タレントのプロモーションや育成、各種イベントやグッズの企画・制作・販売及び輸出入などを行っている。

## 概要
本社
大阪市中央区内本町2-4-16 オフィスポート内本町403号室
東京オフィス
東京都港区南青山2-4-15 天翔南青山ビル101号室
名古屋オフィス
名古屋市中区錦3-11-25 アーク栄錦ニュービジネスビル511号室
福岡オフィス
福岡市中央区天神4-4-30 天神西江ビル2F
東京事務所（スタジオ）
東京都港区南青山1-10-6 ファミリー青山ビルB1F

## 歴史
前身会社となるイベント会社を2008年に創業者の地元である大阪に設立。業務を通じて多様なルートを確立し、翌年に映画産業・音楽業界・CM業界へのタレント斡旋・紹介や制作請負などを中心業務へと移行する。
2010年、東京・大阪に事務所を構え株式会社WINDを設立。
2012年、初制作となる映画が公開される。

## 所属タレント

### 女性タレント
- 小倉朋夏：女優・モデル
- 飯田杏珠：女優・モデル
- 東亜咲花：女優・モデル
- 小川詩織：女優・モデル
- 古川み也美：女優・モデル
- 大長世羅：女優・モデル
- 松尾琴菜：女優・モデル
- 星野りいな：女優・モデル
- 猪木ありさ：女優・モデル
- 一条圭：声優
- 木下貴美子：声優
- 山形みらい：タレント
- 菱沼美波：女優・モデル
- 中村円香：女優
- 夏木美紗：女優・アーティスト
- 沖田彩花：モデル
- Erina：女優
- 出海ちひろ：女優
- 片倉勧奈：女優
- KONAMON：アイドルユニット

### 男性タレント
- 大力：俳優
- 岸本侑志：モデル
- 村越悠一：モデル
- 足立陸男：歌手
- 小畑美邦：俳優
- 栗栖裕之：俳優
- ハマ：声優
- ナシモン：声優
- 牧田龍彦：俳優

## 製作実績
- 映画『ふみだい食堂』
- 映画『放課後たち』
- 映画『ソフテン！』
- 映画『死んだ目をした少年』
- 映画『惑星ミズサ』

## 主なタレント実績など
- 舞台『銀河英雄伝説 初陣 もうひとつの敵』
- 映画『メンタリスト響翔2〜心からの生還〜』
- NHK 連続テレビ小説『てっぱん』
- NHK『わが心の大阪メロディー』
- NHK『熱中スタジアム』
- フジテレビ『みなさんのおかげでした』
- フジテレビ『奇跡体験!アンビリバボー』
- フジテレビ『芸能人同類くんの旅 奥の深道』
- フジテレビ『ブスの瞳に恋してる』
- フジテレビ『大奥』
- 日本テレビ『ザ!世界仰天ニュース』
- 日本テレビ『秘密のケンミンSHOW』
- 日本テレビ『いつみても波瀾万丈』
- TBS『さんまのSUPERからくりTV』
- TBS『学校へ行こう!MAX』
- テレビ朝日『忘れたらアカン!日本文化遺産』
- テレビ朝日『ビートたけしのTVタックル』
- テレビ朝日『ロンドンハーツ』
- 読売テレビ『なるトモ!』
- 読売テレビ『あさパラ!』
- 読売テレビ『たかじんのそこまで言って委員会』
- 関西テレビ『いつでも笑みを!』
- 関西テレビ『2時ワクッ!』
- 関西テレビ『お笑いワイドショー マルコポロリ!』
- 関西テレビ『真夜中市場〜ハイヒールの眠れない夜〜』
- 関西テレビ『たかじんの胸いっぱい』
- 朝日放送『ビーバップ!ハイヒール』
- 朝日放送『探偵!ナイトスクープ』
- 朝日放送『なにわ人情コメディ 横丁へよ〜こちょ!』
- 朝日放送『今ちゃんの『実は…』』
- 朝日放送『京都迷宮案内』
- 朝日放送『京都迷宮案内2』
- 毎日放送『痛快!明石家電視台』
- 毎日放送『全力☆がーる』
- 毎日放送『っちゅ〜ねん!』
- 毎日放送『知っとこ!』
- 毎日放送『ジャイケルマクソン』
- 毎日放送『VOICE』
- テレビ大阪『石橋勝のボランティア21』
- テレビ大阪『みみヨリぃ!?』
- テレビ大阪『アイドルスナイパー』
- 舞台『殿といっしょ』
- 舞台『MOTHER〜特攻の母 鳥濱トメ物語〜』